# Kruhła Młaka
Kruhła Młaka – (1235 m n.p.m.) szczyt w najbardziej na północny zachód wysuniętym fragmencie Gorganów, które są częścią Beskidów Wschodnich.